# Persch
Persch is een historisch merk van motorfietsen.
De bedrijfsnaam was Persch motoren-Gesellschaft mbH, Graz.
Het was een Oostenrijks bedrijf dat van 1922 tot 1925 een clip-on motor van 110 cc bouwde, die ook compleet met fietsframe geleverd kon worden.